# Poststrukturalism
Inom språk- och litteraturvetenskap utgör poststrukturalism en grupp teoribildningar med rötter i den strukturalistiska traditionen. Den är starkt förknippad med franska språkvetare från 1960-talet och de följande årtiondena. Poststrukturalism har även kommit att prägla analysmetoden diskursanalys.

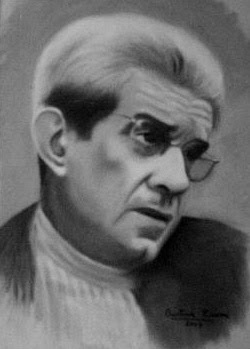
Den franske psykoanalytikern Jacques Lacan hör till poststrukturalismens företrädare.

De tidigaste poststrukturalisterna var Michel Foucault, Jacques Lacan och Roland Barthes. Jacques Derrida räknas ibland till poststrukturalisterna, men emellanåt kallas han dekonstruktionist. Senare språkvetare och filosofer har anammat vissa poststrukturalistiska drag, däribland Julia Kristeva, Gilles Deleuze, Judith Butler, Jean-François Lyotard och Jean Baudrillard.

## Beskrivning
Poststrukturalismen uppstod delvis som en kritik av strukturalismen men på strukturalistiska grunder. Strukturalismen utgick från antagandet att olika former av mänskligt meningsskapande baseras på en underliggande struktur. Denna struktur antogs finnas bortom det som är direkt synligt och bortom de enskilda orden, handlingarna och objekten. Till exempel antogs det att en grammatisk struktur låg till grund för språket och gjorde att enskilda ord och fraser fick en distinkt mening. På samma vis antogs att olika kulturella riter och myter speglade underliggande meningsbyggande strukturer. Strukturalisterna antog att de strukturer som låg till grund för människans meningsskapande var relativt stabila och beständiga. Poststrukturalismen bryter med strukturalismen på så vis att poststrukturalisterna inte antar att människans meningsskapande är bundet av någon underliggande struktur. Poststrukturalisterna är tydligt inspirerade av existentialistiska filosofer, såsom Nietzsche, som menade att det inte finns någon värld bortom den materiella världen. Poststrukturalisterna, liksom existentialisterna, avfärdar således Platons föreställning om en fast och bestämd idévärld
Strukturalismen menar att man kan förstå den mänskliga kulturen genom strukturell lingvistik, medan poststrukturalismen anser att en sådan hållning inte är möjlig, då strukturalismen förutsätter att dess postulat är giltiga och beständiga. Poststrukturalismen vänder sig mot denna rigiditet och strävan efter att kategorisera.
Karakteristiskt för den poststrukturalistiska teorin är dekonstruktion såsom den beskrivs av Jacques Derrida. I texter söks efter sprickor, motsättningar mellan vad som sägs och hur det sägs och falska dikotomier. Dekonstruktion kan genom detta betraktas som en form av Metodologi, då det har bidragit till metodoliska redskap som möjliggör för tillämpandet av diskursanalys.Derrida är kritisk mot vad han kallar logocentrism, denna maktkritik används av samtida kulturteorier som feminism och postkolonialism.
Alla poststrukturalister förespråkar dock inte denna teori, utan den kan snarast ses som en tillämpning och vidareutveckling av de ståndpunkter och slutsatser som de mera teoretiskt inriktade föregångarna stod för. Även Michel Foucault betraktas vanligtvis som en poststrukturalistisk teoretiker, eftersom han tydligt betonade frånvaron av en stabil struktur som begränsar människans föreställningsvärld, men han var inte själv bekväm med epitetet då han ansåg att det förenklade hans ståndpunkter.

## Historia
Poststrukturalismen kan betraktas som ett metateoretiskt och vetenskapsteoretiskt förhållningssätt inom området för samhällsvetenskapen och humaniora. Michael Foucault och Jaques Derrida betraktas båda som de första poststrukturalisterna och där området sedan skulle komma att expanderas under 1980-1990 talet genom att nya framstående och inflytelserika tänkare skulle inträda området. Dessa tänkare var bland annat Ernesto Laclau och Chantal Mouffe med deras studie Hegemonin och den socialistiska strategin (1985/2008) och Judith Butler med det kända verket  Genustrubbel (1990/2007).

## Poststrukturalismens teoretiker
- Louis Althusser
- Roland Barthes
- Jean Baudrillard
- Judith Butler
- Cornelius Castoriadis
- Hélène Cixous
- Gilles Deleuze
- Jacques Derrida
- Michel Foucault
- Félix Guattari
- Luce Irigaray
- Julia Kristeva
- Jacques Lacan
- Ernesto Laclau
- Jean-François Lyotard
- Paul de Man
- Christian Metz
- Chantal Mouffe
- Jacques Rancière
- Slavoj Žižek